# Synhalcampella oustromovi
Synhalcampella oustromovi is een zeeanemonensoort uit de familie Edwardsiidae.
Synhalcampella oustromovi is voor het eerst wetenschappelijk beschreven door Wyragévitch in 1905.